# Apostolos Kontos
Apostolos Kontos (in greco Απόστολος Κόντος?; Nea Filadelfia, 22 novembre 1947) è un ex cestista e allenatore di pallacanestro greco.

## Carriera
Con la Grecia ha disputato due edizioni dei Campionati europei (1973, 1975).

## Palmarès

### Giocatore
- Campionato greco: 9

Panathinaikos: 1970-71, 1971-72, 1972-73, 1973-74, 1974-75, 1976-77, 1979-80, 1980-81, 1981-82
- Coppa di Grecia: 3

Panathinaikos: 1979, 1982, 1983